# Reneta Indžova
Reneta Ivanova Indžova (in bulgaro Ренета Иванова Инджова?; Nova Zagora, 6 luglio 1953) è una politica bulgara e prima e unica donna ad aver svolto l'incarico di primo ministro della Repubblica di Bulgaria, pur se in un governo ad interim.

## Biografia
Economista e capo dell'Agenzia Bulgara per la Privatizzazione (1992-1994), Indžova fu scelta dal presidente Želev per guidare un governo ad interim dopo il collasso dell'amministrazione di Ljuben Berov. Durante il breve periodo del suo incarico (17 ottobre 1994 - 25 gennaio 1995), acquisì una certa popolarità per i suoi sforzi nel combattere il crimine organizzato.
Nel 1995 Reneta Indžova si candidò come sindaco di Sofia e risultò terza. Nel 2001 si candidò invece alle elezioni presidenziali ma non riuscì a raccogliere un supporto significativo.